# Hersfeld-Preis
Il Hersfeld-Preis è un premio per attori. Viene assegnato dal 1962 ogni anno come parte della Bad Hersfelder Festspiele della Gesellschaft der Freunde der Stiftsruine e la città di Bad Hersfeld. Gli attori saranno premiati della stagione dei festival in corso, che saranno selezionati da una giuria di cinque membri dei critici.

## Premiati
Il Großer Hersfeld-Preis viene assegnato dal 1962, il Hersfeld-Preis dal 1969.
| - 1962: Hans Caninenberg - 1963: Johannes Schauer - 1964: Elisabeth Orth - 1965: Antje Weisgerber - 1966: Hilde Krahl e Hans Quest - 1967: Hannsgeorg Laubenthal e Hans Gerd Kübel - 1968: Rosemarie Wohlbauer, Klaus Wennemann, Dr. Giselher Schweitzer e Bernd Oberdorfer - 1969: Hannelore Schroth e Michael Degen - 1970: Franz Kutschera - 1971: Hans Gerd Kübel - 1972: Volker Lechtenbrink - 1973: Eva Kotthaus - 1974: non assegnato - 1975: Else Ludwig e Uwe Friedrichsen - 1976: non assegnato - 1977: Eva Kotthaus, Else Ludwig e Frank Hoffmann - 1978: non assegnato - 1979: Mario Adorf e Friedrich Schütter - 1980: Will Quadflieg e Susanne Uhlen - 1981: Thomas Stroux - 1982: Gottfried John, Ernst Stankovski unitamente Jörg Schneider - 1983: non assegnato - 1984: Tilly Lauenstein - 1985: Wolfgang Reichmann - 1986: Eva Pflug - 1987: Franz-Josef Steffens - 1988: Susanne Tremper - 1989: Michael Rastl - 1990: Kurt Böwe - 1991: Peter Ehrlich - 1992: non assegnato - 1993: Andreas Wimberger - 1994: Guntbert Warns - 1995: Peter Heinrich - 1996: Julian Weigend - 1997: Volker Lechtenbrink - 1998: Cordula Gerburg, Bärbel Röhl, Sonja Mustoff - 1999: Helen Schneider - 2000: Tatja Seibt - 2001: Miriam Japp e Norman Hacker - 2002: Yngve Gasoy Romdal - 2003: Georg Münzel e Karsten Kramer - 2004: Nicole Heesters e Wolfgang Kraßnitzer - 2005: Markus Völlenklee - 2006: Rufus Beck - 2007: Martin Reinke - 2008: Anna Franziska Srna - 2009: Claudia Graue e Robert Gallinowski - 2010: Horst Sachtleben - 2011: Helen Schneider - 2012: Sören Wunderlich - 2013: Stephan Schad - 2014: Marie-Therese Futterknecht - 2015: Christian Schmidt - 2016: Christian Nickel - 2017: Christian Nickel - 2018: Natalja Joselewitsch e Dennis Herrmann - 2019: Katharine Mehrling - 2020: keine Vergabe wegen coronabedingter Absage der Festspiele - 2021: Götz Schubert - 2022: GOETHE!-Tanzensemble | - 1969: Albert Hoermann - 1970: Fritz Nydegger - 1971: Sonja Schwarz e Peter Janssens - 1972: Renate Schroeter e Anaid Iplicjian - 1973: Cornelia Froboess e Karl-Walter Diess - 1974: Uwe Friedrichsen - 1975: Edda Pastor and Walter Giller - 1976: Loni von Friedl, Heinz Baumann e Horst Bergmann - 1977: Rolf Beuckert e Benno Sterzenbach - 1978: non assegnato - 1979: Daniela Ziegler - 1980: Wolfgang Gellert e Nikolaus Paryla - 1981: Elfriede Kuzmany e Bernd Kaftan - 1982: Petra Constanza e Dietlinde Turban - 1983: non assegnato - 1984: Jutta Speidel e E. O. Fuhrmann - 1985: Monika Müller e Jürgen Morche - 1986: Angelika Draak e Joachim Luger - 1987: Peter Gross e Veronika Faber - 1988: Anita Lochner e Marcus Fritsche - 1989: Jutta Speidel e Karl-Heinz Martell - 1990: Andreas Keller e Volker Lippmann - 1991: Hanna Burgwitz e Andreas Wimberger - 1992: Klaus Hemmerle e Doris Plenert - 1993: Karin Boyd e Jiri Sova - 1994: Günter Fischer e Michael Prelle - 1995: Jens Wawrczeck - 1996: Julia Richter - 1997: Anja Karmanski - 1998: Judith van der Werff - 1999: Catherine Stoyan e Andreas Wimberger - 2000: Rainer Hauer - 2001: Julian Mehne - 2002: Anna Montanaro e Peter Niemeyer - 2003: non assegnato - 2004: non assegnato - 2005: Marie-Therese Futterknecht e Mario Ramos - 2006: Anne Breitfeld e Claudius Körber - 2007: Chor der Engel (Faust II) - 2008: Maaike Schuurmans e Louise Nowitzki - 2009: Simon Zigah - 2010: Kristin Hölck - 2011: Bastian Semm - 2012: Lena Vogt e Anja Brünglinghaus - 2013: Patrizia Margagliotta e Jonas Minthe - 2014: Marie-Anjes Lumpp - 2015: Laura Goldfarb e Lisa Quarg - 2016: Ensemble von Krabat - 2017: Christoph Wohlleben - 2018: Corinna Pohlmann - 2019: Günter Alt - 2020: nessuna assegnazione a causa dello scoppio della pandemia di COVID-19 - 2021: Till Timmermann e Nico Kleemann - 2022: Robert Nickisch e Karla Sengteller |